# Thomas Henry Armstrong
Thomas H. Armstrong (Milan, 6 febbraio 1829 – Albert Lea, 29 dicembre 1891) è stato un politico statunitense. Nacque nell'Ohio e successivamente si trasferì nel Minnesota dove divenne prima speaker della Camera e poi vicegovernatore sotto il governatore William Rainey Marshall. Morì a Albert Lea nel 1891.